# Premio Cervantes Gastronómico
El Premio Cervantes Gastronómico es un galardón honorífico que se entrega anualmente, desde 2017, en reconocimiento a un personaje destacado de la enogastronomía española.

## Galardonados
El Premio Cervantes Gastronómico lo otorga el Ayuntamiento de Alcalá de Henares en reconocimiento a personalidades del mundo de la gastronomía y cultura del vino. Es una distinción especial a los profesionales con una trayectoria singular y meritoria, que han contribuido de forma extraordinaria en la profesionalización, la difusión y la promoción de la gastronomía de España. 
| Año (edición) | Galardonado                 | Méritos | Foto |
| ------------- | --------------------------- | --- | ---- |
| 2017 (1ª)     | Isabel Mijares              | Enóloga al frente del equipo TEAM, que elabora anualmente la Guía Repsol de vinos. Fue secretaria general de la Unión Internacional de Enólogos, presidenta de la Denominación de Origen Valdepeñas. |      |
| 2018 (2.ª)    | Rafael Ansón                | Presidente de la Real Academia de Gastronomía española hasta 2020. Es presidente de honor de la Academia Internacional de Gastronomía y presidente de la Academia Iberoamericana de Gastronomía. |      |
| 2019 (3ª)     | Mario Sandoval              | Chef del restaurante Coque de Madrid y que cuenta con dos Estrellas Michelín, tres Soles Repsol y tres "M" de la Guía Metrópoli. Además, es Premio Nacional de Gastronomía por la Real Academia de Gastronomía Española, y Presidente de la Federación de Cocineros y Reposteros de España (FACYRE).                       |      |
| 2020          |                             | Permio anulado por la pandemia de COVID-19 |      |
| 2021 (4ª)     | Isabel Maestre              | Autora de libros de cocina, conferenciante y pionera del catering de lujo en España. |      |
| 2022 (5ª)     | José Hidalgo Togores        | Doctor Ingeniero Agrónomo, diplomado en Planificación de Empresas, enólogo y profesor universitario. |      |
| 2023 (6ª)     | José Antonio Pérez ("Toño") | Chef del restaurante "Atrio" (Cáceres), distinguido con tres estrellas Michelin y tres soles Repsol. Además, ha sido distinguido con el Premio Nacional de Gastronomía, el Premio Nacional Alimentos de España, el Premio Cereza Picota y el Premio Grand Prix de L´Art de la Cuisin.                                      |      |
| 2024 (7ª)     | Custodio López Zamarra      | Sumiller distinguido con el Premio Gourmet, Mejor Sumiller de España, Premio Nacional de Gastronomía y Alimentos de España, Premio Gourmet al Sumiller más destacado, Premio Ópera, Premio Madrid Fusión, Mención Leyenda del Vino por “El Aula de Vino de la Universidad de Alcalá”. Además, es coautor de varios libros. |      |

## Certamen Alcalá Gastronómica

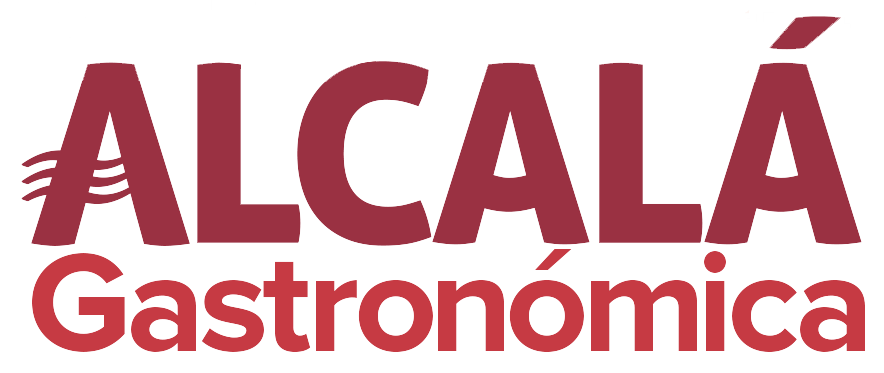
Logotipo del Certamen Alcalá Gastronómica.

En la misma ceremonia se entregan los premios del Certamen Alcalá Gastronómica, concurso culinario anual entre los restaurantes complutenses, que se celebra desde 2014, organizado por el Ayuntamiento de Alcalá de Henares. La estatuilla del premio se denomina "Gastroesfera", diseñada por el valenciano José Carlos Pastor de la firma Neolaser.
Su objetivo es promover la cultura gastronómica, fomentar su calidad y el turismo en Alcalá de Henares. Iniciativa puesta en marcha por la Concejalía de Turismo y Cultura, con el apoyo en la organización del evento de la Escuela de Hostelería y Turismo de Alcalá de Henares (EHT Alcalá), la Asociación de Empresarios del Henares (AEDHE), la Asociación Alcalá Gastronómica Fomentur (asociación de hosteleros para el fomento del turismo en la ciudad complutense) y con el patrocinio del Parador de Turismo, Makro, Proyect 360 y bodegas como Río Negro, Trus y Alidis, entre otros.
La condición para participar es que los platos a concurso deben estar a disposición del público en sus respectivos restaurantes en formato degustación, al menos, durante el periodo del concurso. Un primer jurado, formado por miembros de la Escuela de Hostelería y Turismo, selecciona los 10 platos finalistas entre todos los participantes en la competición. En una segunda fase, otro jurado integrado por profesionales del sector, eligen los tres ganadores. 

### 2014 (1ª edición)
Participaron 31 restaurantes de la ciudad. Seleccionando diez finalistas: Cassis Bistro, El Pozo de los Saboresda, Gingo Viejo, La Esquina de Muzarake, La mar salada Taberna del Norte, Restaurante Laventae (Rafael Hoteles), Restaurante La Vieja Escuela, Restaurante Sexto Sentido, Restaurante Vinoteca Noah y Santo Tomás Parador de Alcalá de Henares. El 10 de junio de 2014 se celebró la gala del I Certamen Alcalá Gastronómica en el Parador de Alcalá de Henares, que otorgó el premio a los tres restaurantes ganadores.
| Premios                                                           | Restaurantes y platos ganadores                                                                                 |
| ----------------------------------------------------------------- | --- |
| Plato más innovador                                               | La Esquina Muzarake por "Falso buñuelo de nata y chocolate escabechado"                                         |
| Planto más tradicional                                            | Cassis Bistró por "Ropa vieja de cocido madrileño confitada sobre su hummus, picada de ñora y aire de su caldo" |
| Mejor plato con producto local garantizando el producto de origen | Restaurante Santo Tomás Parador de Alcalá por "Pipirrana de mesetas y costas con salsa de salmorejo"            |

### 2015 (2ª edición)
Participaron 36 restaurantes de la ciudad. Seleccionando diez finalistas: Ambigú, El Pozo de los Sabores, Francesco’s, Hostería del Estudiante, La Esquina de Muzarake, La Mar Salada Taberna del Norte, La Posada de la Parra, Laventae, Noah y Santo Tomás Parador de Alcalá. El 28 de abril de 2015 se celebró la gala del II Certamen Alcalá Gastronómica en el Parador de Alcalá de Henares, que otorgó el premio a los tres restaurantes ganadores.
| Premios                                                           | Restaurantes y platos ganadores                                                           |
| ----------------------------------------------------------------- | ----------------------------------------------------------------------------------------- |
| Plato más innovador                                               | Restaurante Ambigú por "Cococha de bacalao a la brasa, tuétano y huevo de codorniz"       |
| Planto más tradicional                                            | El Pozo de los Sabores por "Hueso de rabo de toro en su jugo con espuma de patata"        |
| Mejor plato con producto local garantizando el producto de origen | La esquina de Muzarake por "Muzakito (carrillera, torta y vino de Villarejo de Salvanés)" |

### 2016 (3ª edición)
Participaron 39 restaurantes de la ciudad. Quedando 10 finalistas: Budakan Fusion, Francesco’s Pizza, Hemispherio Loft, Hostería del estudiante, La Terraza del Mercado, Muzarake eventos «catering», Parador de Turismo de Alcalá de Henares, Restaurante «El ambigú», Restaurante Noah y Sabor Brujo. El 21 de abril de 2016 se celebró la gala del III Certamen Alcalá Gastronómica en el Parador de Alcalá de Henares, que otorgó el premio a los tres restaurantes ganadores.
| Premios                                     | Restaurantes y platos ganadores                                                                                           |
| ------------------------------------------- | --- |
| Plato más innovador                         | La Terraza del Mercado por "Bao de carrillera de ternera en su jugo, piña y hierbas aromáticas"                           |
| Planto más tradicional                      | Restaurante «El ambigú» por "Sándwich club de oreja de cerdo, anguila ahumada, salsa bearnesa picante y caviar de salmón" |
| Mejor plato adaptado a la Cocina Cervantina | Parador de Turismo de Alcalá de Henares por "Interpretación del guiso de la bodas de Camacho"                             |

### 2017 (4ª edición)
Participaron 25 restaurantes de la ciudad. El 24 de abril de 2017 se celebró la gala del IV Certamen Alcalá Gastronómica en el Parador de Alcalá de Henares. Durante el acto también se hizo entrega del primer Premio Cervantes Gastronómico como reconocimiento honorífico a Isabel Mijares, la "Dama del vino en el mundo", calificada como una de las personalidades más capacitadas para hablar con el máximo rigor sobre el mundo del vino. La mención especial del jurado al mejor plato de cocina cervantina fue para la Parador de Alcalá por: "Presa Ibérica braseada. Río, huerta y corral".
| Premios | Restaurantes y platos ganadores                                                                                               |
| ------- | --- |
| Primero | Restaurante El Casino por "Sopa de cebolla con foie y mollejas de ternera a la brasa, yema y polvo de parmesano"              |
| Segundo | Restaurante Francesco’s por "Ravioli de foie"                                                                                 |
| Tercero | Restaurante de El Corte Inglés por "Rabo de toro deshuesado con guisantes en tres texturas, setas de temporada y pan candeal" |

### 2018 (5ª edición)
El 7 de mayo de 2018 se celebró la gala del V Certamen Alcalá Gastronómica en el Parador de Alcalá de Henares. Participaron 20 restaurantes de la ciudad, llegando 11 a la final: Bar Elena, Hostería del Estudiante, Lia Restaurant, Olor y Sabor Selección, Restaurante El Corte Inglés de Alcalá de Henares, Restaurante Goya, Restaurante La Cátedra del Hotel El Bedel, Restaurante Miguel de Cervantes, Restaurante Nino, Restaurante Santo Tomás del Parador de Alcalá y Vinacoteca El Tempranillo. Durante el acto también se hizo entrega del Premio Cervantes Gastronómico a Rafael Ansón, presidente de la Real Academia de Gastronomía. La mención especial del jurado al plato más innovador dentro de la cocina cervantina fue para la Hostería del Estudiante, por su plato: "Rabo de toro en costra de patata y queso".
| Premios | Restaurantes y platos ganadores |
| ------- | --- |
| Primero | Restaurante C.C. El Corte Inglés de Alcalá de Henares por "Raviolis líquidos de bacalao con vieiras a baja temperatura, infusión de ajo negro y aire de guindillas y espinacas"      |
| Segundo | Restaurante Nino por "Chipirones rellenos de crema de queso con boletus y crujiente de ibéricos"                                                                                     |
| Tercero | Restaurante Santo Tomás del Parador de Alcalá por "Consomé de mazuelos con verduras de temporada y perrechicos, gominolas picantes de ajo negro y escamas de panceta en movimiento". |

### 2019 (6.ª edición)
En 2019 participaron 28 restaurantes de la ciudad. El 25 de abril de 2019 se celebró la gala del VI Certamen Alcalá Gastronómica en el Parador de Alcalá de Henares. Durante el acto también se hizo entrega del Premio Cervantes Gastronómico al chef Mario Sandoval Huertas, con dos estrellas Michelín y Premio Nacional de Gastronomía 2013.
| Premios | Restaurantes y platos ganadores |
| ------- | --- |
| Primero | Restaurante Casino de Alcalá por "Guisante fresco a la brasa con straciattela de almendra y cangrejo real con jugo de cebolla tostada" |
| Segundo | Restaurante Francesco´s por "Ravioli de gorgonzola y brie con caldito de pera"                                                         |
| Tercero | Restaurante Santo Tomás del Parador de Alcalá por "Oído cochino"                                                                       |

### 2021 (7ª edición)
Durante el año 2020 no se pudo celebrar el Certamen por la restricciones de la pandemia del COVID-19. En 2021 participaron 22 restaurantes de la ciudad. Tras la deliberación del jurado en la Escuela de Hostelería, el 15 de septiembre se publicó la lista de los 10 restaurantes finalistas: Casino Alcalá, Encin Golf Hotel, Francesco’s Pizza, La Cátedra, Mesa12, Plademunt (El Restaurante Imaginario), Restaurante El Corte Inglés Alcalá, Restaurante Santo Tomás (Parador de Alcalá de Henares), Skrei Noruego (Otra forma de comer bacalao) y Talanis. El 27 de septiembre de 2021 se celebró la gala del VII Certamen Alcalá Gastronómica en el Parador de Alcalá de Henares. Durante el acto también se hizo entrega del Premio Cervantes Gastronómico a "la dama del catering" Isabel Maestre, Premio Nacional de Gastronomía al Mejor Jefe de Cocina. Además, se entregó un diploma de reconocimiento por su larga trayectoria profesional a Julio Romero Castillo y Esperanza Sáez García del restaurante Nino.
| Premios | Restaurantes y platos ganadores                                                                            |
| ------- | --- |
| Primero | Restaurante Santo Tomás (El Parador) por "Cochinillo asado, tierra de migas alcalaínas y puré de ciruela"  |
| Segundo | Plademunt, El Restaurante Imaginario por "Socarrat sorpresa de langostinos con plancton y alioli de limón" |
| Tercero | Encin Golf Hotel por "Steak tartar sobre tuétano asado con chips de patata violeta, boniato y ñame"        |

### 2022 (8ª edición)
En 2022 participaron 16 restaurantes de la ciudad. Tras la deliberación del jurado en la Escuela de Hostelería, el 19 de septiembre se publicó la lista de los 10 restaurantes finalistas: Hostería del Estudiante del Parador de Alcalá, Ki-jote, Nok Arrocería, Plademunt (el restaurante imaginario), Restaurante Casino, Restaurante Eximio By Fernando Martín, Restaurante Mesa 12, Restaurante Nino, Restaurante Santo Tomás del Parador de Alcalá y Shanghai Mama. El 26 de septiembre de 2022 se celebró la gala del VIII Certamen Alcalá Gastronómica en el Parador de Alcalá de Henares. Durante el acto también se hizo entrega del V Premio Cervantes Gastronómico al enólogo José Hidalgo Togores.
| Premios | Restaurantes y platos ganadores                                     |
| ------- | ------------------------------------------------------------------- |
| Primero | Ki-Jote por "Udon al curry con picadillo de matanza".               |
| Segundo | Hostería del Estudiante por "Trampantojo de callos a la madrileña". |
| Tercero | Eximio por "Nuestra versión de la sopa castellana".                 |

### 2023 (9ª edición)
En 2023 participaron 20 restaurantes de la ciudad. Tras la deliberación del jurado en la Escuela de Hostelería, el 19 de septiembre se publicó la lista de los 10 restaurantes finalistas: Antológico GastroBar, Caiko Smokehouse, Casino, Fino Bar, Hostería del Estudiante, La Cátedra-Hotel El Bedel, Mesa 12, Nino, Skrei Noruego y Talanis. El 26 de septiembre de 2023 se celebró la gala del IX Certamen Alcalá Gastronómica en el Parador de Alcalá de Henares. Durante el acto también se hizo entrega del VI Premio Cervantes Gastronómico al chef José Antonio Pérez ("Toño"). Además de un premio honorífico de la Asociación Alcalá Gastronómica a José Alberto García Lledó, director del Servicio de Cardiología del Hospital Universitario Príncipe de Asturias, por participar "muy activamente en las jornadas de la Semana del Corazón en la que se enseña a los pacientes de rehabilitación cardiaca a comer sano, pero de una manera sabrosa y divertida".
| Premios | Restaurantes y platos ganadores                                                                            |
| ------- | --- |
| Primero | Casino por "Crujiente de toro con aire de patata trufada, gelatina de vino tinto y emulsión de zanahoria". |
| Segundo | Talanis por "Chipirón de anzuelo relleno de langostinos al ajillo napado con muselina de patatas chips".   |
| Tercero | Caiko Smokehouse por "Tartar de Atún rojo con teja de gamba de cristal y aire de jenjibre".                |

### 2024 (10ª edición)
En 2024 participaron 19 restaurantes de la ciudad. Los diez finalistas fueron: Ambigú, Casa y Fonda 1888, Mesa 12, Parador de Alcalá, Fino Bar, Hostería del Estudiante, Magistral Gastrotaberna, Eximio, Skrei Noruego y Ki-jote fusión Mediterránea. La entrega de los premios se celebró el 29 de mayo en el Corral de Comedias de Alcalá de Henares, en la gala del Certamen Gastronómico organizado por la Concejalía de Turismo del Ayuntamiento de Alcalá de Henares. Además, El sumiller Custodio López Zamarra fue galardonado con el VII Premio Cervantes Gastronómico en 2024. "También se entregó un premio honorífico de la Asociación Alcalá Gastronómica a Pedro Soria, Director del Parador de Turismo de Alcalá de Henares, por toda una vida dedicada a Paradores y por su aportación durante los últimos 15 años al turismo de la ciudad cervantina tanto desde su puesto de directos como desde la comisión de turismo de AEDHE de la que es presidente".
| Premios | Restaurantes y platos ganadores |
| ------- | --- |
| Primero | Restaurante Ambigú por "Espárragos blancos en carbonara con setas, anguila ahumada y migas crujientes".                             |
| Segundo | Casa y Fonda 1808 por "Pisto Extremeño al sarmiento con jugo de cebolla roja y pimiento asado, cremoso de yema campera y boquerón". |
| Tercero | Fino Bar por "Boissant de pulled beef de jarrete con cebolla encurtida y kétchup de tomatillo verde".                               |